# هامبل باندل
هامبل باندل (انگلیسی: Humble Bundle) شرکت بازی ویدئویی آمریکایی است، که در سال ۲۰۱۰ تأسیس شد.